# Mariano Castillo
Mariano Castillo Larenas (Buin, 25 de diciembre de 1905-23 de septiembre de 1970) fue un ajedrecista chileno.
Fue profesor de inglés y francés, dedicándose al ajedrez en su paso por el liceo Miguel Amunategui, teniendo su primera actuación destacada en 1920, en el campeonato de Chile, ganado por Carlos Peralta Santana.
Tuvo 4 hijos Ana María, Blanca, Mariano y Julio con su 1ra esposa Elsa Valenzuela Sepúlveda.
Su bisnieta Francisca Sánchez Rodríguez fue campeona nacional de ajedrez Sub-12 en Santiago, Chile el año 2010.

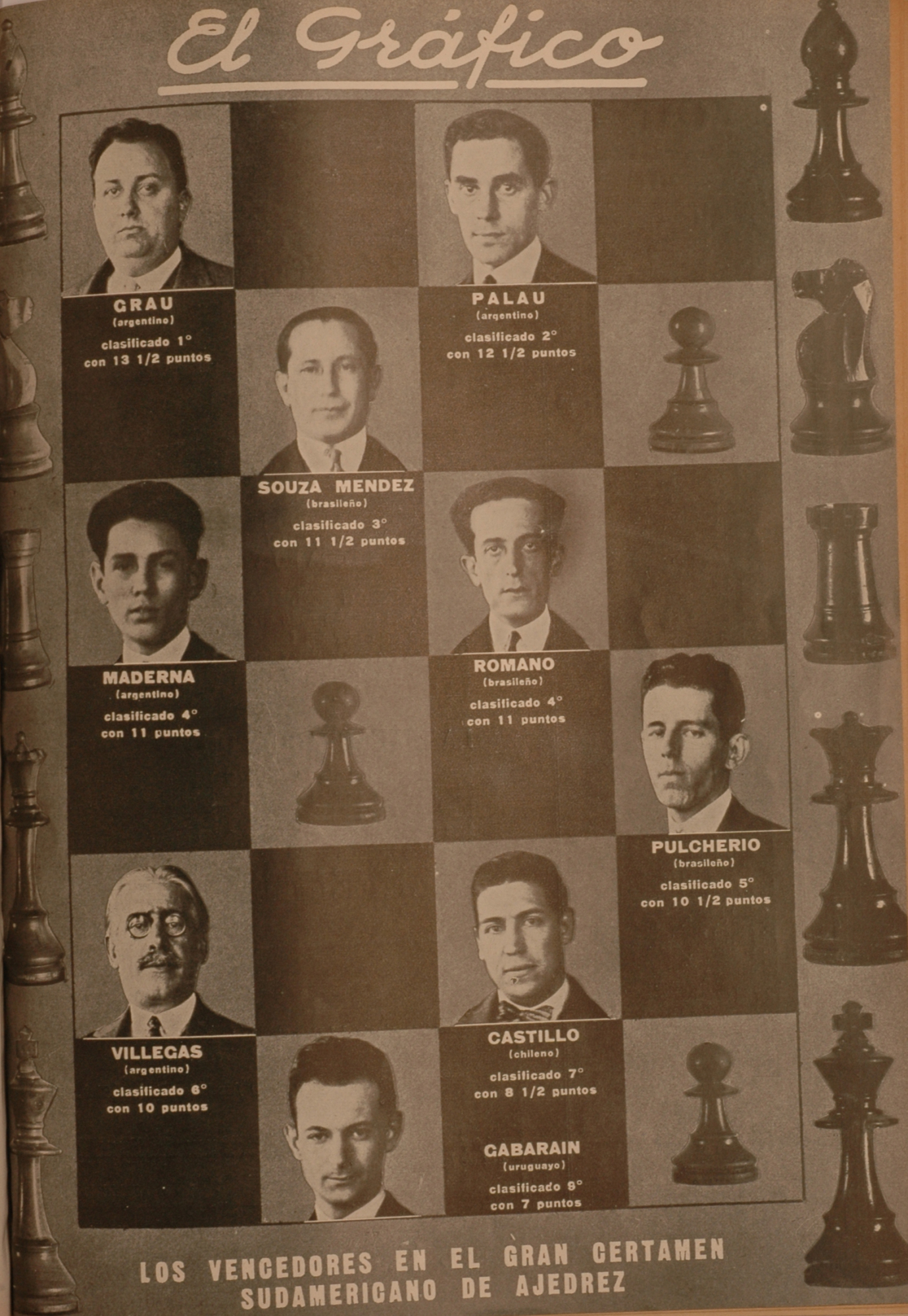
Mariano Castillo en revista "El Gráfico"

## Resultados destacados en competición
Fue nueve veces ganador del Campeonato de Chile de ajedrez en los años 1924, 1926, 1927, 1929, 1934, 1940, 1948, 1949 y 1953. Siendo solo superado (posteriormente) por el maestro Rodrigo Flores, en número de ediciones ganadas.
Participó representando a Chile en dos Olimpíadas de ajedrez en los años 1939 en Buenos Aires y 1950 en Dubrovnik.